# 紀元前624年
紀元前624年（きげんぜん624ねん）は、西暦（ローマ暦）による年。紀元前1世紀の共和政ローマ末期以降の古代ローマにおいては、ローマ建国紀元130年として知られていた。紀年法として西暦（キリスト紀元）がヨーロッパで広く普及した中世時代初期以降、この年は紀元前624年と表記されるのが一般的となった。

## 他の紀年法
- 干支 : 丁酉
- 日本
  - 皇紀37年
  - 神武天皇37年
- 中国
  - 周 - 襄王28年
  - 魯 - 文公3年
  - 斉 - 昭公9年
  - 晋 - 襄公4年
  - 秦 - 穆公36年
  - 楚 - 穆王2年
  - 宋 - 成公13年
  - 衛 - 成公11年
  - 陳 - 共公8年
  - 蔡 - 荘侯22年
  - 曹 - 共公29年
  - 鄭 - 穆公4年
  - 燕 - 襄公34年
- 朝鮮
  - 檀紀1710年
- ユダヤ暦 : 3137年 - 3138年

## できごと

### 中国
- 晋・魯・宋・陳・衛・鄭が連合して沈に侵攻し、大勝をおさめた。
- 秦軍が晋に侵攻して、王官と郊を占領した。
- 楚軍が江を包囲したため、晋の先僕が楚に侵攻して江を救援しようとした。
- 魯の文公が晋に赴き、晋の襄公と盟を交わした。

## 誕生
- 釈迦（南伝説による）

## 死去
- 王叔文公